# 旧普伦
旧普伦（德語：Altenpleen）是德国梅克伦堡-前波美拉尼亚州的一个市镇。总面积20.06平方公里，总人口939人，其中男性467人，女性472人（2011年12月31日），人口密度47人/平方公里。